# Smeđa vlasulja
Smeđa vlasulja (lat. Anemonia viridis) je životinjski organizam koji živi u obalnom morskom području (pojas plime i oseke) i pripada porodici žarnjaka. Živi u plićaku pričvršćena za kamenje. Lovkama hvata sitne ribe i ličinke rakova. Otrov iz žarnih stanica smeđe vlasulje kupačima može izazvati osjet žarenja na koži.

## Vanjske poveznice
|  | Zajednički poslužitelj ima još gradiva o temi Anemonia viridis |
|  | Wikivrste imaju podatke o taksonu Anemonia viridis             |